# Gare d'Airel
La gare d'Airel était une gare ferroviaire française de la ligne de Lison à Lamballe, située sur le territoire de la commune d'Airel dans le département de la Manche) en région Normandie. 
Elle est mise en service en 1860 par la Compagnie des chemins de fer de l'Ouest et fermée par la Société nationale des chemins de fer français (SNCF) dans la deuxième moitié du XXe siècle.

## Situation ferroviaire
Établie à 10 mètres d'altitude, la gare d'Airel était située au point kilométrique (PK) 2,902 de la ligne de Lison à Lamballe, entre les gares de Lison (ouverte) et de La Meauffe (fermée). 

## Histoire
La « station d'Airel » est mise en service le 1er mai 1860 par la Compagnie des chemins de fer de l'Ouest, lorsqu'elle ouvre à l'exploitation sa ligne de Lison à Saint-Lô, « embranchement de la ligne de Paris à Cherbourg ». Les installations définitives de la station sont également mises en service ce même jour.
Le bilan du trafic de l'année 1878 représente : 12 568 voyageurs, 46 chiens, 525 animaux divers, 30,8 tonnes de bagages et 1 074 tonnes de marchandises petite et grande vitesse, cela représente une recette de 57 964,30 francs. En 1879 on établit un grand fossé le long de la voie pour résoudre un problème posé aux clôtures.
Au cours de la Seconde Guerre mondiale, l'ancien bâtiment voyageurs est incendié le 2 (ou le 3) juin 1943 par la chute d'un chasseur allié. Remplacé par un baraquement provisoire, il sera reconstruit au début des années 1960 dans le style régional.
C'est alors une gare de la région Ouest de la SNCF, qui dispose d'un bâtiment voyageurs, d'une voie d'évitement et de plusieurs voies de service, d'où sont expédiés des briques, des tuiles, du bétail et des produits laitiers et de meunerie . En 1961, elle obtient le premier prix du concours national des gares fleuries, distinction faisant l'objet d'un reportage photographique et d'un article d'Henri Vincenot dans l'hebdomadaire La Vie du Rail. 
Elle est sans doute fermée dans les dernières années du XXe siècle. Le bâtiment voyageurs a été reconverti à usage privé.

## Service des voyageurs
Gare fermée et désaffectée. La gare ouverte la plus proche est celle de Lison.

## Après le ferroviaire
L'ancien bâtiment voyageurs est devenu une propriété privée. 